# Campeonato regional de fútbol de Brava 2013-14
El campeonato regional de Brava 2013-14 es el campeonato que se juega en la isla Brava. Empezó el 14 de diciembre de 2013 y terminará el 23 de marzo de 2014. El torneo lo organiza la federación de fútbol de Brava.
Juventude da Furna es el equipo defensor del título. Un total de 7 equipos participan en la competición, se juegan 14 jornadas a ida y vuelta. Todos los partidos se juegan en el estadio Aquiles de Oliveira en Nova Sintra.

## Equipos participantes
- Académica Brava
- Benfica Brava
- Corôa
- Juventude da Furna
- Morabeza
- Nô Pintcha
- Sporting Clube da Brava

## Tabla de posiciones
Actualizado a 16 de marzo de 2014
|   | Equipo                  | PJ | PG | PE | PP | GF | GC | DG  | PTS |
| - | ----------------------- | -- | -- | -- | -- | -- | -- | --- | --- |
| 1 | Sporting Clube da Brava | 12 | 10 | 2  | 0  | 39 | 11 | +28 | 32  |
| 2 | Nô Pintcha              | 12 | 8  | 2  | 2  | 46 | 20 | +26 | 26  |
| 3 | Juventude da Furna      | 12 | 6  | 4  | 2  | 37 | 18 | +19 | 22  |
| 4 | Morabeza                | 12 | 4  | 1  | 7  | 23 | 31 | -8  | 13  |
| 5 | Académica Brava         | 12 | 3  | 3  | 6  | 13 | 23 | -10 | 12  |
| 6 | Corôa                   | 12 | 1  | 5  | 6  | 7  | 22 | -15 | 8   |
| 7 | Benfica Brava           | 12 | 1  | 1  | 10 | 12 | 52 | -40 | 4   |

## Resultados
| Nô Pintcha    | 2 - 0 | Académica Brava | 14 de diciembre |  |
| Morabeza      | 1 - 2 | Sporting Brava  | 15 de diciembre |  |
| Benfica Brava | 1 - 1 | Corôa           | 15 de diciembre |  |

| Juventude Furna | 5 - 0 | Morabeza      | 21 de diciembre |  |
| Corôa           | 0 - 0 | Nô Pintcha    | 22 de diciembre |  |
| Sporting Brava  | 1 - 0 | Benfica Brava | 22 de diciembre |  |

| Académica Brava | 0 - 0 | Corôa           | 28 de diciembre |  |
| Benfica Brava   | 1 - 4 | Juventude Furna | 29 de diciembre |  |
| Sporting Brava  | 3 - 0 | Nô Pintcha      | 29 de diciembre |  |

| Morabeza        | 3 - 1 | Benfica Brava   | 4 de enero |  |
| Sporting Brava  | 2 - 0 | Académica Brava | 5 de enero |  |
| Juventude Furna | 2 - 3 | Nô Pintcha      | 5 de enero |  |

| Sporting Brava  | 0 - 0 | Corôa           | 11 de enero |  |
| Nô Pintcha      | 3 - 2 | Morabeza        | 12 de enero |  |
| Juventude Furna | 0 - 0 | Académica Brava | 12 de enero |  |

| Benfica Brava   | 0 - 6 | Nô Pintcha      | 18 de enero |  |
| Juventude Furna | 2 - 0 | Corôa           | 19 de enero |  |
| Morabeza        | 1 - 2 | Académica Brava | 19 de enero |  |

| Sporting Brava  | 5 - 2 | Juventude Furna | 25 de enero |  |
| Académica Brava | 0 - 3 | Benfica Brava   | 26 de enero |  |
| Corôa           | 0 - 3 | Morabeza        | 26 de enero |  |

| Académica Brava | 1 - 3 | Nô Pintcha    | 1 de febrero |  |
| Sporting Brava  | 7 - 2 | Morabeza      | 2 de febrero |  |
| Corôa           | 3 - 2 | Benfica Brava | 2 de febrero |  |

| Morabeza      | 2 - 2 | Juventude Furna | 8 de febrero |  |
| Nô Pintcha    | 6 - 0 | Corôa           | 9 de febrero |  |
| Benfica Brava | 1 - 5 | Sporting Brava  | 9 de febrero |  |

| Corôa           | 1 - 1 | Académica Brava | 15 de febrero |  |
| Juventude Furna | 9 - 0 | Benfica Brava   | 16 de febrero |  |
| Nô Pintcha      | 1 - 4 | Sporting Brava  | 16 de febrero |  |

| Benfica Brava   | 1 - 4 | Morabeza        | 22 de febrero |  |
| Académica Brava | 2 - 5 | Sporting Brava  | 23 de febrero |  |
| Nô Pintcha      | 4 - 4 | Juventude Furna | 23 de febrero |  |

| Corôa           | 1 - 4 | Sporting Brava  | 1 de marzo |  |
| Morabeza        | 2 - 5 | Nô Pintcha      | 2 de marzo |  |
| Académica Brava | 1 - 4 | Juventude Furna | 2 de marzo |  |

| Nô Pintcha      | 13 - 2 | Benfica Brava   | 8 de marzo |  |
| Corôa           | 1 - 2  | Juventude Furna | 9 de marzo |  |
| Académica Brava | 3 - 2  | Morabeza        | 9 de marzo |  |

| Juventude Furna | 1 - 1 | Sporting Brava  |  |  |
| Benfica Brava   | 0 - 3 | Académica Brava |  |  |
| Morabeza        | 1 - 0 | Corôa           |  |  |

### Evolución de las posiciones
| Equipo / Jornada        | 01 | 02 | 03 | 04 | 05 | 06 | 07 | 08 | 09 | 10 | 11 | 12 | 13 | 14 |
| ----------------------- | -- | -- | -- | -- | -- | -- | -- | -- | -- | -- | -- | -- | -- | -- |
| Académica Brava         | 7  | 6  | 5  | 6  | 6  | 4  | 5  | 6  | 6  | 6  | 6  | 6  | 5  | 5  |
| Benfica                 | 4  | 5  | 6  | 7  | 7  | 7  | 7  | 7  | 7  | 7  | 7  | 7  | 7  | 7  |
| Corôa                   | 3  | 4  | 4  | 4  | 4  | 5  | 6  | 4  | 5  | 4  | 5  | 5  | 6  | 6  |
| Juventude da Furna      | 5  | 3  | 2  | 3  | 3  | 3  | 3  | 3  | 3  | 3  | 3  | 3  | 3  | 3  |
| Morabeza                | 6  | 7  | 7  | 5  | 5  | 6  | 4  | 5  | 4  | 5  | 4  | 4  | 4  | 4  |
| Nô Pintcha              | 1  | 2  | 3  | 2  | 2  | 1  | 2  | 2  | 2  | 2  | 2  | 2  | 2  | 2  |
| Sporting Clube da Brava | 2  | 1  | 1  | 1  | 1  | 2  | 1  | 1  | 1  | 1  | 1  | 1  | 1  | 1  |

| Campeón Sporting Clube da Brava 1.er título |

## Estadísticas
- Mayor goleada: Nô Pintcha 13 - 2 Benfica (8 de marzo)
- Partido con más goles:  Nô Pintcha 13 - 2 Benfica (8 de marzo)